# Plaza Real
La plaza Real (en catalán: plaça Reial) es una plaza pública de forma rectangular ubicada en Barcelona. Está situada en el Barrio Gótico (distrito de Ciudad Vieja) y colinda con la Rambla. Urbanizada en 1850, fue obra del arquitecto Francisco Daniel Molina.
Concebida en estilo neoclásico sobre un tejido destruido de la ciudad, cuenta con la particularidad de que su ritmo clásico se subvierte, cambiando mínimamente los espacios entre pilastras, para dar la impresión de que la plaza es cuadrangular. El arquitecto también tuvo la sutileza de permitir la creación de pasajes para conectar las calles del tejido medieval que habían quedado cortadas por la plaza.
La plaza está catalogada como Bien Cultural de Interés Local (BCIL) en el Inventario del Patrimonio Cultural catalán con el código 08019/3044.

## Historia y descripción

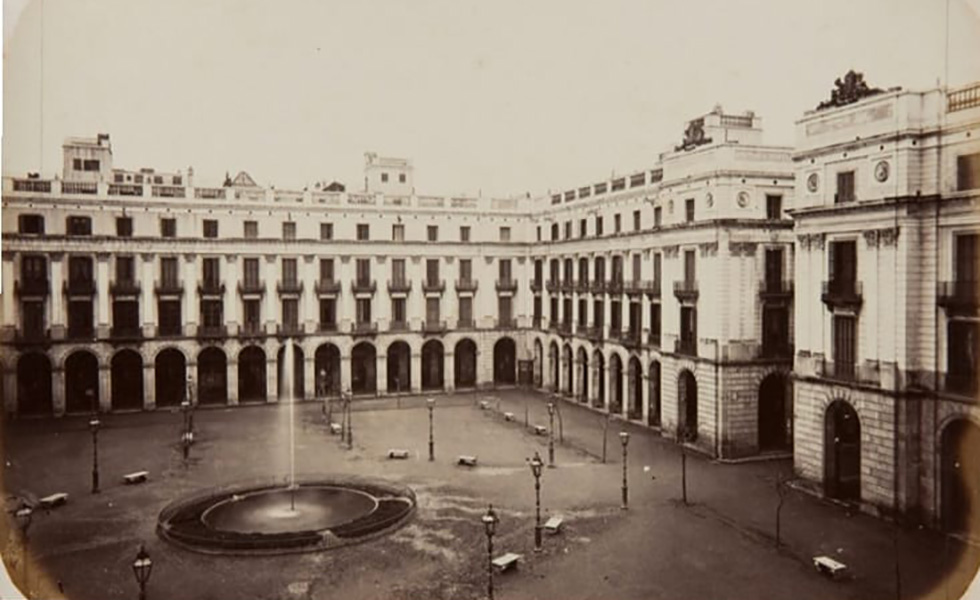
La plaza Real en 1874, foto de Joan Martí Centellas

La plaza Real, así llamada en honor a los Reyes Católicos, se comenzó a construir en 1850 en el solar dejado por el antiguo convento capuchino de Santa Madrona, gracias a la desamortización de 1836, que dejó numerosos solares que fueron edificados o convertidos en espacios públicos (igual ocurrió con la plaza del Duque de Medinaceli, también obra de Molina). El destino inicial del terreno previsto por el Ayuntamiento de Barcelona era un teatro, para el que se convocó un concurso en 1841, pero, finalmente, se decidió proyectar una plaza cerrada, para lo que se convocó un nuevo concurso en 1848, que ganó Molina. Otros arquitectos que presentaron proyectos fueron Josep Oriol Mestres y Miquel Garriga i Roca.
La plaza fue concebida como centro de ocio para la burguesía barcelonesa, dedicada especialmente al paseo, la hostelería y ciertas actividades comerciales de bazar. El proceso de construcción se alargó varios años y, en 1864, hay constancia de que aún se trabajaba en las fachadas.

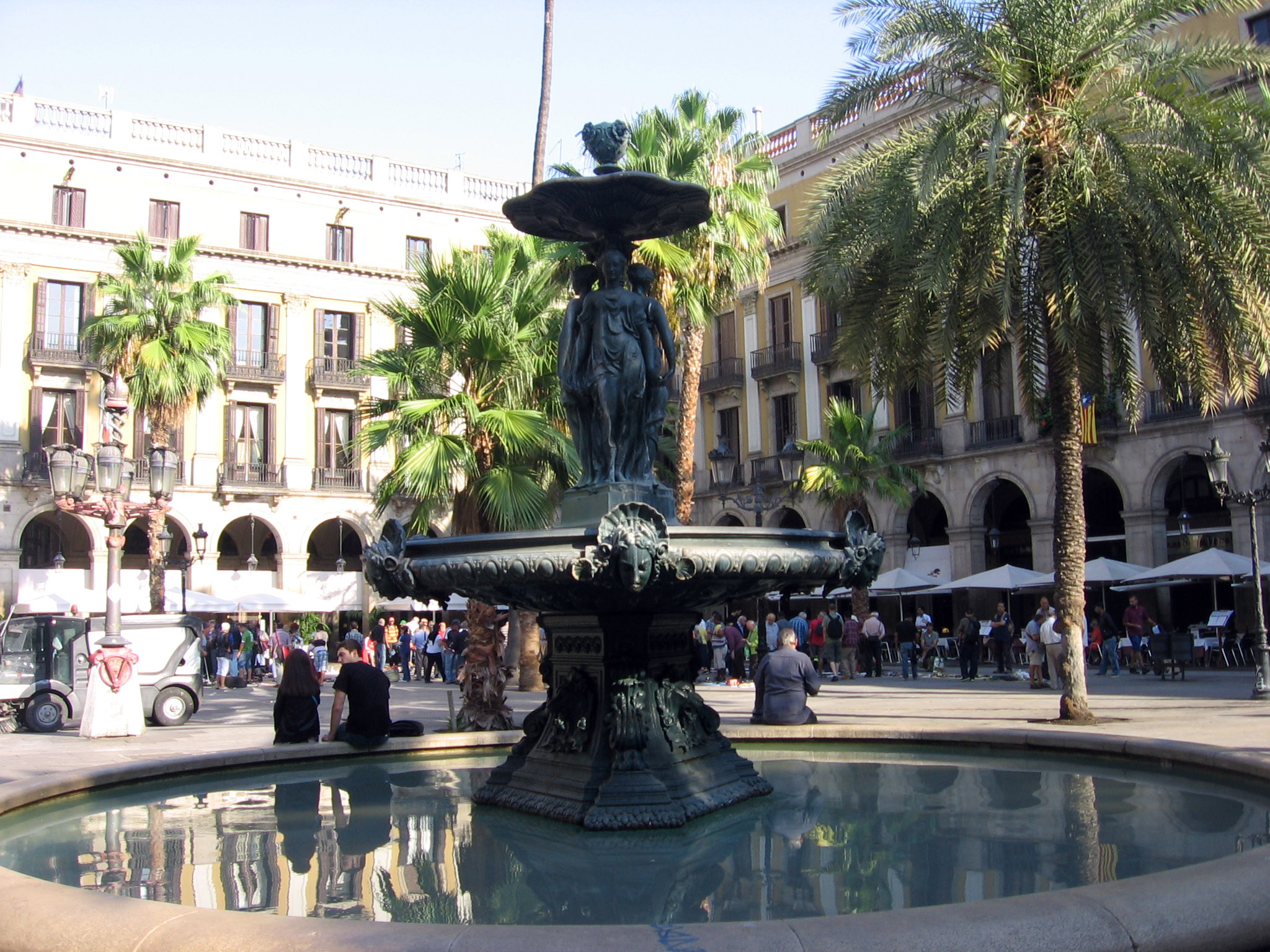
Fuente de las Tres Gracias, de Antoine Durenne

Se decidió establecer un único acceso rodado a la plaza desde la Rambla y dos peatonales: el pasaje de Bacardí, que une la plaza igualmente con la Rambla; y el pasaje de Madoz, que la une con la calle de Ferran. El primero se cubrió con claraboyas, atravesado por un puente de hierro y vidrio, mientras que el segundo se concibió como un patio porticado.
Para la concepción de la plaza, Molina se inspiró en el urbanismo francés de época napoleónica. Ocupa un espacio rectangular, enmarcado en todos sus lados por edificios de planta baja y tres pisos, de estilo clásico con fachadas uniformes. A nivel de calle, la planta baja se articula en galerías porticadas de arcos de medio punto y pilares cuadrados, mientras que los dos pisos superiores son de orden gigante con pilastras corintias; por último, el ático está coronado por una barandilla abalaustrada. Esta sucesión solo se interrumpe en el acceso desde la Rambla, la calle de Colón, que repite el mismo sistema porticado en la planta baja. Los áticos de las torres que flanquean esta calle están decorados con medallones de terracota con motivos de navegantes y exploradores de América.
En el centro de la plaza se decidió poner un monumento dedicado a Fernando el Católico, encargado al escultor valenciano Josep Piquer, pero, en 1856, en una visita de la reina Isabel II, como todavía no estaba fundida la estatua en bronce se decidió instalar un primer modelo que tenía hecho el escultor en yeso, que no fue del agrado de los ciudadanos, que poco después lo rompieron a pedradas. Tan solo quedó el pedestal, obra de los hermanos Baratta, que fue derribado en 1868 en el transcurso de la revolución que dio origen a la Primera República.
Entre 1931 y 1939, en el transcurso de la Segunda República, fue rebautizada como plaza de Francesc Macià.
La plaza fue remodelada en 1982-1984 por los arquitectos Federico Correa y Alfons Milà, quienes suprimieron el acceso rodado a la plaza, hoy día enteramente peatonal.

## Elementos destacados

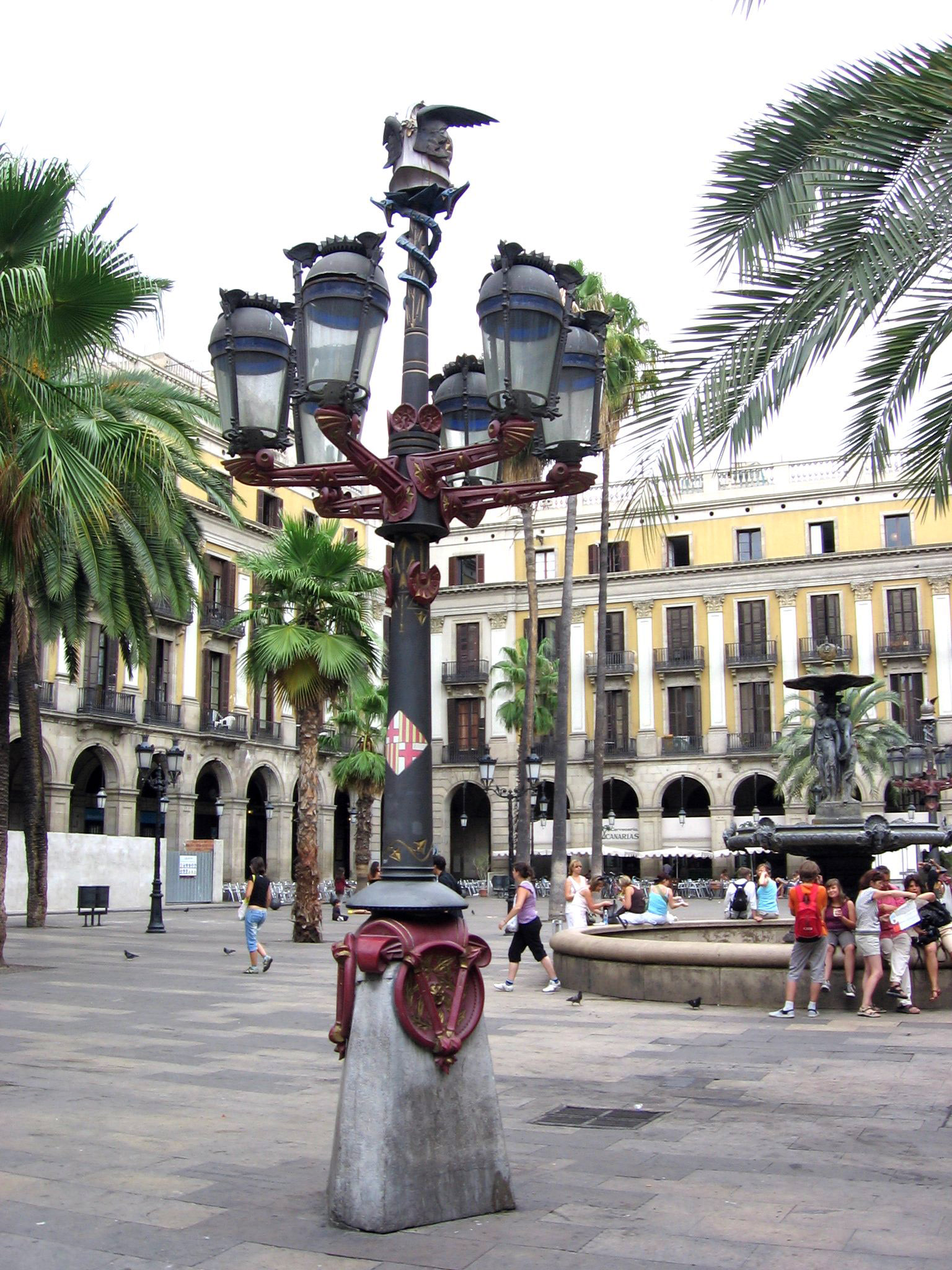
Farolas de la plaza Real, de Antoni Gaudí

En 1876 se planteó la colocación de un monumento en el centro de la plaza en sustitución de la fallida estatua de Fernando el Católico. Por iniciativa del arquitecto Antoni Rovira i Trias se decidió la instalación de una fuente, llamada fuente de las Tres Gracias, obra de Antoine Durenne. Está compuesta por un estanque circular en cuyo centro se alza una taza con seis mascarones que arrojan agua, sobre la que se ubican las estatuas de las Cárites, rematadas por otra taza superior.
Otro elemento destacado son las farolas diseñadas por Antoni Gaudí en 1879. Mediante un encargo del Ayuntamiento de Barcelona, Gaudí proyectó dos modelos de farolas de tres y seis brazos, con el objetivo inicial de ser instaladas en diversas vías públicas de la ciudad. Finalmente solo se instalaron dos en la plaza Real, de seis brazos. Diez años más tarde se instalaron cuatro de tres brazos en el Pla de Palau, de las que actualmente se conservan dos. Se trata de dos farolas de luz de gas, elaboradas en hierro colado con base de mármol. Presentan seis brazos de hierro con piezas de bronce en las articulaciones de los brazos, dispuestos en dos niveles de tres brazos. Tienen una decoración con el escudo de Barcelona y un remate con dos culebras enroscadas y un casco alado, que representan el caduceo de Mercurio.